# Chris Hastings
Christopher Scott Hastings, genannt Chris Hastings (* 17. August 1964 in Hanover, New Hampshire) ist ein ehemaliger US-amerikanischer Skispringer.
Hastings begann in der Saison 1984/85 mit dem Springen im Skisprung-Weltcup. Dabei erreichte er in seiner ersten Saison insgesamt sechs Weltcup-Punkte und stand damit am Ende der Saison auf dem 53. Platz in der Weltcup-Gesamtwertung.
In den folgenden Jahren konnte er keine weiteren Punkterfolge mehr erzielen. Seine letzten Weltcup-Springen bestritt er im Rahmen der Vierschanzentournee 1986/87.
Seine aktive Skisprungkarriere beendete Hastings mit dem Start bei den Olympischen Winterspielen 1988 in Calgary. Dabei erreichte er von der Großschanze den 49. Platz.